# New Zealand State Highway 73

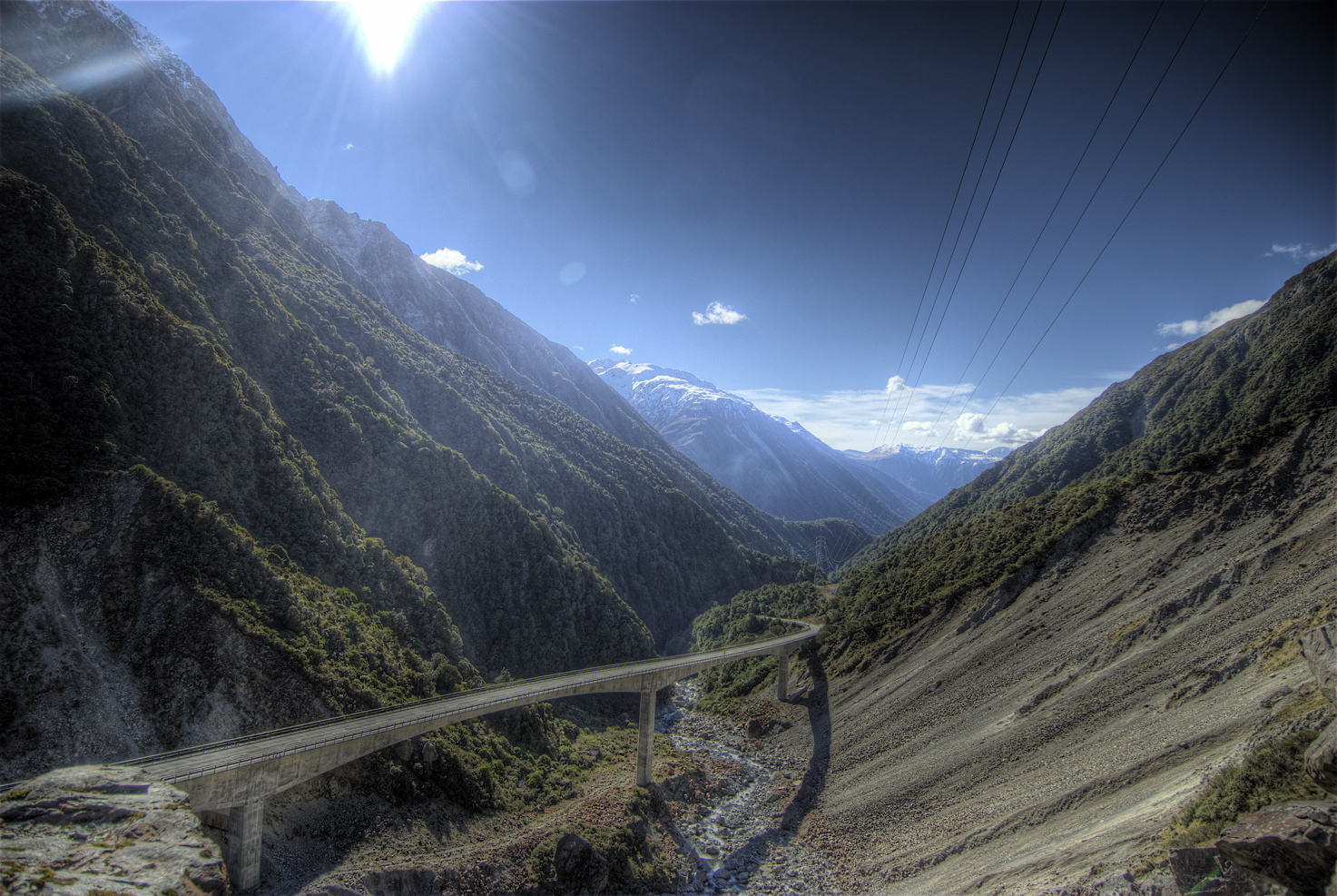
The Otira Viaduct

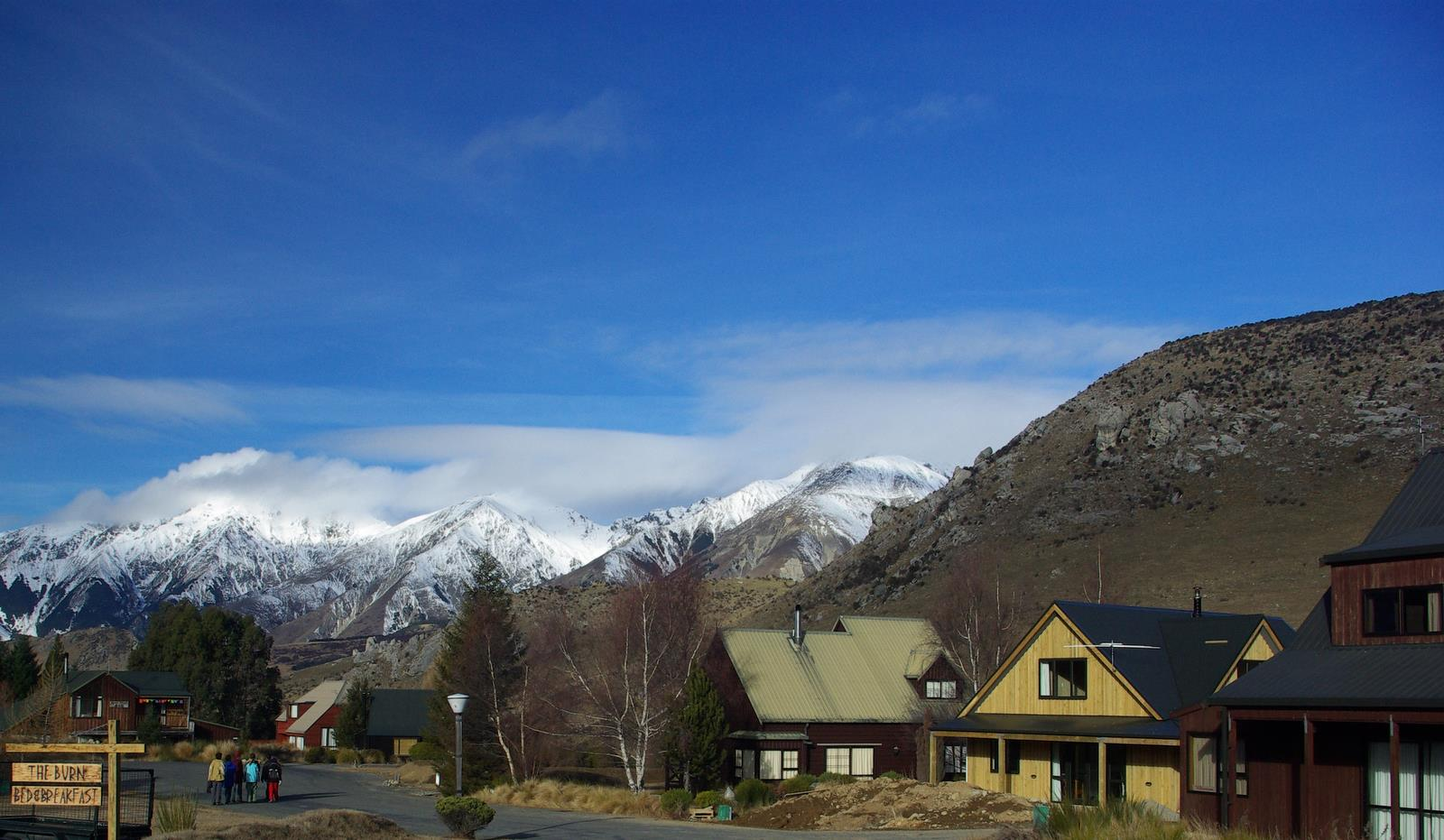
Castle Hill Village

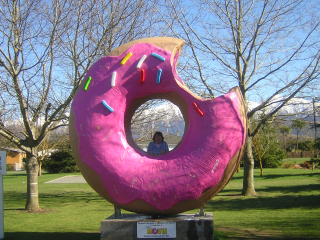
Der frühere Doughnut in Springfield, im Hintergrund Mount Torlesse

Der New Zealand State Highway 73 (State Highway 73 oder in Kurzform SH 73) ist eine Fernstraße von nationalem Rang auf der Südinsel von Neuseeland. Die Straße stellt eine wichtige Querverbindung zwischen der West- und der Ostküste über die neuseeländischen Alpen dar und wird touristisch als Great Alpine Highway vermarktet.

## Geographie
Der Highway beginnt an der West Coast, verläuft in südöstliche Richtung und verbindet Hokitika an der Westküste, über Cass, auf halbem Weg liegend, mit der größten Stadt der Südinsel, Christchurch an der Ostküste. Die Straße ist größtenteils mit einer Fahrspur pro Fahrtrichtung ausgeführt, in Christchurch aber zumeist doppelspurig. Nördlich von Springfield wird der Highway durch einige einspurige Brücken verengt. Die viert- und fünfthöchsten Punkte des neuseeländischen Highway-Straßennetzes, der Porters Pass und der Arthur’s Pass, liegen auf dem Highway.

## Geschichte
Die Route des State Highway 73 war den Māori bereits mehrere hundert Jahre bekannt, da sie über die Route Pounamu (Jade) transportierten. Die Europäer erfuhren Mitte des 19. Jahrhunderts von dem Weg über einem ortsansässigen Häuptling. 1864 durchquerte Arthur Dudley Dobson die Südinsel von Osten, vom Waimakariri River aus, nach Westen und entdeckte dabei den Arthur's Pass. Die Straße zwischen Christchurch und Hokitika wurde 1866 fertiggestellt. Die Firma Cobb & Co. nahm noch im selben Jahr ihren Postkutschendienst auf der Ost-West-Route auf.
1887 begann man mit der Transalpine Line auf der Route eine Eisenbahnverbindung zwischen Christchurch und Greymouth zu errichten. Doch bis zur Fertigstellung des Otira Tunnel am 4. August 1923 blieb die Straße die einzige Verkehrsverbindung durch die Alpen. Mit Eröffnung des Tunnels wurde der Postkutschenverkehr eingestellt.
Wegen der geologischen Verhältnisse zwischen Springfield und Kumara musste die Straße mehrfach geschlossen und die Streckenführung verändert werden. Der Abschnitt zwischen Arthur's Pass und Otira galt als eine der gefährlichsten Schnellstraßen Neuseelands. Die Straße wurde hier auf geröllhaldenartigem Untergrund gebaut, der regelmäßig abrutschte. Zahlreiche Studien untersuchten Möglichkeiten, die Probleme am Candy's Bend, Starvation Point und dem Zig Zag in den Griff zu bekommen. 1997 bis 1999 wurden das Otira-Viadukt und Schutzdächer gegen Steinschlag gebaut.

## Streckenführung

### Kumara Junction bis Christchurch
Der State Highway 73 beginnt 11 km südlich von Greymouth bei Kumara Junction. Er passiert leicht hügeliges Farmland, Buschland und Wald und die Siedlungen Kumara and Dillmanstown. Die Straße verläuft weiter entlang des Tales des Taramakau River. In Jacksons kreuzt die Midland Line den Fluss und verläuft dann parallel zur Straße. Kurz vor Aickens, am Zusammenfluss von Taramakau River und Ōtira River, biegen Straße und Bahnlinie scharf nach Süden und verlaufen in südlicher Richtung nach Otira.
Nach Otira verlässt die Straße die im Tunnel verlaufende Bahnlinie und quert den Ōtira River. Danach steigt sie zum Otira Viaduct und dem Arthur’s Pass auf. Mit 920 Metern ist der Arthur's Pass der zweithöchste Pass der Straße und einer der drei Pässe über die Südalpen. Die Straße steigt dann bis zur Ortschaft Arthurs Pass hinab, wo auch die Bahnlinie wieder aus dem Otira Tunnel erscheint.
Der SH 73 folgt dem Tal des Bealey River hinab, kreuzt den Waimakariri River und verläuft ein Stück in westliche Richtung parallel zur Bahnstrecke. Vor Cass biegt die Straße um einen Berg nach Süden und verläuft dann durch Farmland entlang der Seen Lake Grasmere und Lake Pearson.
Die Straße steigt nach Castle Hill Village nahe dem Castle Hill hinauf und verläuft dann durch ein Tal. Sie passiert den Lake Lyndon, wo sie nach Osten zum Porters Pass aufsteigt, der mit 939 Metern höchster Punkt der Straße ist. Der SH 73 steigt in das Tal des Kowai River ab und folgt diesem Fluss bis Springfield.
Nach Springfield erreicht die Straße die Canterbury Plains und verläuft durch die Siedlungen Annat und Sheffield bis Darfield. Nach Darfield verläuft die Straße durch die Ortschaften Kirwee, Aylesbury und West Melton. Die Straße führt am Gefängnis Paparua Prison vorbei über Yaldhurst nach Christchurch.

### Christchurch
Als Yaldhurst Road führt die Straße in östlicher Richtung nach Riccarton. In Avonhead erweitert sich dei Straße auf zwei Fahrstreifen. An der Kreuzung Curletts Road/Peer Street biegt die Schnellstraße nach rechts ab, während sich die Yaldhurst Road als Riccarton Road in  das Stadtzentrum fortsetzt.
Als Curletts Road wird die Straße bis zur Blenheim Road wieder einspurig. Sie quert die Bahnstrecke der Main South Line und endet am Christchurch Southern Motorway (SH 76).

## Änderungen der Streckenführung
Seit Bestehen wurde die Streckenführung des SH 73 in Christchurch und dem Gebiet Arthur's Pass-Otira mehrfach verändert. In den frühen Jahren endete der an der Ecke Blenheim Road und Hansons Lane in Upper Riccarton. 1999, wurde eine der gefährlichsten Stellen des Schnellstraßennetzes bei Candy's Bend durch den Otira Viaduct ersetzt.  In Christchurch wurde der SH 1 um das Stadtzentrum herumgeleitet, daher wurde der SH 73 bis zur Kreuzung Brougham Street/Waltham Road verlängert, den Rest der Strecke übernahm der SH 74. Im Jahre 2004 erhielt der SH 74 einen neuen Verlauf entlang der Ring Road und der Tunnel Road, anstatt quer durch das Stadtzentrum. Der SH 73 wurde daher weiter verlängert bis zum Anschluss an den SH 74 an der Port Hills Road.
Im Dezember 2012 wurde mit der Erweiterung des Christchurch Southern Motorway der Abschnitt des SH 73 östlich der Curletts Road als SH 76 in Verlängerung der neuen Schnellstraße fertiggestellt.

## Wichtige Kreuzungen und Orte
| State Highway 73                                                                       |                                |                                |                                                                                        |
| nördliche Abfahrten                                                                    | Entfernung nach Greymouth (km) | Entfernung nach Lyttelton (km) | südliche Abfahrten                                                                     |
| End Otira Highway                                                                      | 16.6                           | 240.4                          | Start Otira Highway                                                                    |
| Hokitika, Greymouth Kumara Junction Highway Taramakau Highway                          | 16.6                           | 240.4                          | Greymouth, Hokitika Taramakau Highway Kumara Junction Highway                          |
| Kumara als Seddon Street durch Kumara                                                  | 23.5                           | 233.5                          | Kumara als Seddon Street durch Kumara                                                  |
| Dillmanstown                                                                           | 26.2                           | 230.8                          | Dillmanstown                                                                           |
| Lake Brunner / Moana, Moana Lake Brunner Road ()                                       | 61.5                           | 195.5                          | Lake Brunner / Moana, Moana Lake Brunner Road ()                                       |
| Jacksons                                                                               | 62.1                           | 194.9                          | Jacksons                                                                               |
| Midland Line                                                                           | 69.4                           | 187.6                          | Midland Line                                                                           |
| Midland Line                                                                           | 72.2                           | 184.8                          | Midland Line                                                                           |
| Otira                                                                                  | 81.5                           | 175.5                          | Otira                                                                                  |
| Midland Line                                                                           | 83.2                           | 173.8                          | Midland Line                                                                           |
| Ōtira River                                                                            | 83.3                           | 173.7                          | Ōtira River                                                                            |
| Otira Viaduct                                                                          | 87.7                           | 169.3                          | Otira Viaduct                                                                          |
| Wechsel in Westland District Name ändert sich zu Otira Highway                         | 90                             | 167                            | Arthur's Pass 920 m                                                                    |
| Arthur’s Pass 920 m                                                                    | 90                             | 167                            | Wechsel in Selwyn District Name ändert sich zu West Coast Road                         |
| Arthur's Pass Village                                                                  | 95                             | 162                            | Arthur's Pass Village                                                                  |
| Waimakariri River                                                                      | 104                            | 153                            | Waimakariri River                                                                      |
| Bealey                                                                                 | 106                            | 151                            | Bealey                                                                                 |
| Mount White Road                                                                       | 118                            | 139                            | Mount White Road                                                                       |
| Cass                                                                                   | 121                            | 136                            | Cass                                                                                   |
| Castle Hill Village                                                                    | 145                            | 112                            | Castle Hill Village                                                                    |
| Lake Lyndon, Lake Coleridge Lyndon Road                                                | 156                            | 101                            | Lake Lyndon, Lake Coleridge Lyndon Road                                                |
| Porters Pass 939 m                                                                     | 159                            | 98                             | Porters Pass 939 m                                                                     |
| Kowai River                                                                            | 164.7                          | 92.3                           | Kowai River                                                                            |
| Kowai River                                                                            | 171.2                          | 84.8                           | Kowai River                                                                            |
| Kowai Bush, Waimakariri Gorge Pocock Road                                              | 175.8                          | 80.2                           | Kowai Bush, Waimakariri Gorge Pocock Road                                              |
| Springfield                                                                            | 177.5                          | 79.5                           | Springfield                                                                            |
| Russells Flat Keens Road Coxs Road Junction Road                                       | 180.1                          | 76.9                           | Russells Flat Coxs Road Junction Road Keens Road                                       |
| Annat                                                                                  | 184                            | 73                             | Annat                                                                                  |
| Sheffield                                                                              | 187                            | 70                             | Sheffield                                                                              |
| Sheffield                                                                              | 189.5                          | 68.5                           | Oxford, Rangiora Waimakariri Gorge Road (Inland Scenic Route)                          |
| Oxford, Rangiora Waimakariri Gorge Road (Inland Scenic Route)                          | 189.5                          | 68.5                           | Waddington                                                                             |
| Coalgate, Glentunnel Deans Road (Inland Scenic Route)                                  | 190.5                          | 67.5                           | Coalgate, Glentunnel Deans Road (Inland Scenic Route)                                  |
| Coalgate, Glentunnel Bangor Road                                                       | 200                            | 57                             | Coalgate, Glentunnel Bangor Road                                                       |
| Charing Cross, Dunsandel, Kimberley Ross Street McMillan Street                        | 200.3                          | 56.7                           | Kimberley, Charing Cross, Dunsandel McMillan Street Ross Street                        |
| Darfield als South Terrace durch Darfield                                              | 200.5                          | 56.5                           | Darfield als South Terrace durch Darfield                                              |
| Darfield Horndon Street                                                                | 202.3                          | 54.7                           | Darfield Horndon Street                                                                |
| Charing Cross Ansons Road                                                              | 206.9                          | 50.1                           | Charing Cross Ansons Road                                                              |
| Midland Line                                                                           | 207                            | 50                             | Midland Line                                                                           |
| Courtenay Ansons Road                                                                  | 207.1                          | 49.9                           | Courtenay Ansons Road                                                                  |
| Charing Cross, Courtenay Courtenay Road                                                | 209                            | 48                             | Kirwee                                                                                 |
| Kirwee                                                                                 | 209                            | 48                             | Courtenay, Charing Cross Courtenay Road                                                |
| Hororata, Burnham, Rolleston Railway Road Aylesbury Road Bealey Road Station Road      | 214.5                          | 42.5                           | Aylesbury                                                                              |
| Aylesbury                                                                              | 214.5                          | 42.5                           | Rolleston, Burnham, Hororata Station Road Railway Road Aylesbury Road Bealey Road      |
| Rolleston, Kirwee Hoskyns Road                                                         | 216.6                          | 40.4                           | Kirwee, Rolleston Hoskyns Road                                                         |
| Burnham, Weedons Weedons Ross Road West Melton Road                                    | 222.7                          | 34.3                           | West Melton                                                                            |
| West Melton,                                                                           | 222.7                          | 34.3                           | Weedons, Burnham West Melton Road Weedons Ross Road                                    |
| Springston, McLeans Island Dawsons Road Chattertons Road                               | 227.6                          | 29.4                           | McLeans Island, Springston Chattertons Road Dawsons Road                               |
| Broomfield, Sockburn Buchanans Road                                                    | 231.8                          | 25.2                           | Broomfield, Sockburn Buchanans Road                                                    |
| Courtenay, Waddington Old West Coast Road                                              | 232.5                          | 24.5                           | Courtenay, Waddington Old West Coast Road                                              |
| Yaldhurst                                                                              | 234.2                          | 22.8                           | Yaldhurst                                                                              |
| Templeton, McLeans Island Pound Road                                                   | 234.2                          | 22.8                           | McLeans Island, Templeton Pound Road                                                   |
| Timaru, Masham, Russley, Picton Masham Road Russley Road                               | 234.2                          | 22.8                           | Picton, Russley, Masham, Timaru Russley Road Masham Road                               |
| Sockburn, Avonhead Middlepark Road Avonhead Road                                       | 238.5                          | 18.5                           | Avonhead, Sockburn Avonhead Road Middlepark Road                                       |
| Bishopdale, Riccarton Peer Street Yaldhurst Road                                       | 239.4                          | 17.6                           | Bishopdale, Riccarton Peer Street Yaldhurst Road                                       |
| Name ändert sich zu Yaldhurst Road Ende gemeinsamer Verlauf mit Christchurch Ring Road | 239.4                          | 17.6                           | Name ändert sich zu Curletts Road Start gemeinsamer Verlauf mit Christchurch Ring Road |
| Hornby, Riccarton Main South Road                                                      | 239.5                          | 17.5                           | Riccarton, Hornby Main South Road                                                      |
| Hornby, Christchurch CBD Blenheim Road                                                 | 240.3                          | 16.7                           | Christchurch Central City, Hornby Blenheim Road                                        |
| Main South Line                                                                        | 240.5                          | 16.5                           | Main South Line                                                                        |
| Wigram Parkhouse Road                                                                  | 240.8                          | 16.2                           | Wigram Parkhouse Road                                                                  |
| Middleton Lunns Road                                                                   | 241.1                          | 15.9                           | Middleton Lunns Road                                                                   |
| Rolleston, Prebbleton, Sydenham, Lyttelton Christchurch Southern Motorway              | 241.6                          | 15.4                           | Lyttelton, Sydenham, Prebbleton, Rolleston Christchurch Southern Motorway              |
| Start State Highway 73 als Curletts Road von Hoon Hay, Halswell and Akaroa             | 241.6                          | 15.4                           | Ende State Highway 73 weiter als Curletts Road nach Hoon Hay, Halswell und Akaroa      |

## Früherer SH 73a
Der 3,6 km lange State Highway 73A war eine Zweigstrecke des SH 73, die die Vororte Hornby und Sockburn über die Main South Road und die Blenheim Road anbindet. Vor 2004 war er Teil der ursprünglichen Strecke des SH 73 und davor Teil des SH 1. Er war einer der wenigen Highways in Neuseeland, der komplett in zwei Fahrspuren pro Fahrtrichtung ausgeführt wurde. 2014 wurde der Highway dann zu einer normalen Straße heruntergestuft, da der fast gänzlich parallel verlaufende Christchurch Southern Motorway (SH 76) in 2012 fertig gestellt worden war.

## Hauptkreuzungen (Intersections)
| State Highway 73A                                                                       |                             |                                       |                                                                                         |
| westliche Abfahrten                                                                     | Entfernung nach Hornby (km) | Entfernung nach Christchurch CBD (km) | östliche Abfahrten                                                                      |
| End weiter als Main South Road                                                          | 0                           | 10                                    | Start weiter als Main South Road vom                                                    |
| Springston, Timaru, Hornby, Picton Shands Road Carmen Road                              | 0                           | 10                                    | Picton, Hornby, Timaru, Springston Carmen Road Shands Road                              |
| Prebbleton, Lincoln Springs Road                                                        | 1.7                         | 8.3                                   | Prebbleton, Lincoln Springs Road                                                        |
| Wigram, Middleton, Sockburn Symes Road Green Lane                                       | 2.1                         | 7.9                                   | Sockburn, Wigram, Middleton Green Lane Symes Road                                       |
| Main South Line                                                                         | 2.2                         | 7.8                                   | Main South Line                                                                         |
| Broomfield, Yaldhurst Lowther Street Racecourse Road                                    | 2.4                         | 7.6                                   | Broomfield, Yaldhurst Racecourse Road Lowther Street                                    |
| Upper Riccarton, Sockburn Alloy Street Epsom Road Main South Road Kreisverkehr Sockburn | 2.6                         | 7.4                                   | Upper Riccarton, Sockburn Epsom Road Main South Road Alloy Street Kreisverkehr Sockburn |
| Name ändert sich zu Main South Road                                                     | 2.6                         | 7.4                                   | Name ändert sich zu Blenheim Road                                                       |
| Upper Riccarton Halswell Curletts Road                                                  | 3.8                         | 6.2                                   | Upper Riccarton, Halswell Curletts Road                                                 |
| End weiter als Blenheim Road in den Christchurch CBD                                    |                             |                                       |                                                                                         |